# Tony Meola
Antonio Michael Meola (Belleville, 21 de febrero de 1969), más conocido como Tony Meola, es un exfutbolista y entrenador estadounidense. Actualmente dirige al Jacksonville Armada de la NASL.
En su etapa como futbolista ocupaba la posición de guardameta. Jugó inicialmente como profesional en Inglaterra en 1990. Más tarde, regresó a sus país para disputar en diversos clubes de otras divisiones y la Major League Soccer.
Fue internacional con la selección nacional con 100 partidos disputados y está considerado como uno de los primeros referentes del fútbol profesional estadounidense, antecesor de otros guardametas internacionales como Kasey Keller, Brad Friedel y Tim Howard.

## Biografía
Tony Meola nació en Belleville (Nueva Jersey, Estados Unidos) en 1969 y se crio en una familia de emigrantes italianos que procedían de la Campania. Su padre Vincenzo fue futbolista en el U.S. Avellino de la Serie B italiana, algo que terminaría influyendo en su pasión por el deporte. Aunque de joven destacó en varios deportes, llegando incluso a ser drafteado por los New York Yankees para jugar al béisbol en las categorías inferiores, terminaría decantándose por el fútbol. En el instituto alternaba las posiciones de guardameta y delantero centro, para escoger finalmente la portería.
Gracias a su rendimiento en los terrenos de juego, Meola recibió una beca deportiva de la Universidad de Virginia y allí coincidió con el entrenador Bruce Arena. En octubre de 1987 fue convocado por primera vez con la selección estadounidense sub-20 y en 1989 fue galardonado con el Hermann Trophy al futbolista más prometedor del año. Finalmente, la Federación de Fútbol de los Estados Unidos le llamó ese mismo año para que fuese el portero titular de la selección absoluta, en una época en la que Estados Unidos no contaba con una liga profesional.
Meola fue titular en la Copa Mundial de 1990 celebrada en Italia. A pesar de que su país no superó la fase de grupos, él llamó la atención de clubes profesionales ingleses. Su etapa en Europa fue poco exitosa: recaló en el Brighton & Hove Albion y jugó once partidos: dos oficiales y nueve con los reservas. Meses más tarde hizo una prueba en el Watford F.C. pero al no poder renovar su permiso de trabajo tuvo que regresar a Estados Unidos. Allí formó parte del Fort Lauderdale Strikers (1991-1994), del Buffalo Blizzard de la liga de fútbol indoor (1994) y del Long Island Rough Riders (1995). Fue tal su fama a nivel local que en 1993 prestó su nombre a un videojuego de Super Nintendo, Tony Meola's Sidekicks Soccer.
La selección nacional volvería a convocarle para la Copa Mundial de Fútbol de 1994 organizada en Estados Unidos, esta vez como capitán. Los norteamericanos superaron por primera vez la fase de grupos del torneo y llegaron hasta octavos de final, donde fueron derrotados por Brasil, la eventual campeona. A pesar de que esa actuación aumentó la popularidad del balompié, Meola planteó retirarse para jugar fútbol americano como kicker de los New York Jets. No obstante, se retractó y recalaría en un equipo amateur, Long Island Rough Riders, a la espera de que se crease en Estados Unidos un campeonato profesional.
Con la creación de la Major League Soccer en 1996, Meola fue el jugador franquicia de New York/New Jersey Metrostars. Durante las siguientes tres temporadas fue titular en casi todos los partidos, salvo un breve periodo de prueba en el Parma F.C. antes de la edición inaugural. Luego pasó en 1999 al Kansas City Wizards, que implicó a tres futbolistas en el traspaso (Alexi Lalas, Mark Chung y Mike Ammann) para hacerse con sus servicios. Si bien se perdió el tramo inicial de la temporada 1999 por lesión, al año siguiente recuperó la titularidad y tuvo una actuación destacada para que su equipo conquistara la Copa MLS en el 2000. A título individual, fue nombrado «jugador más valioso de la MLS», así como «portero del año de la MLS». El nivel del arquero se mantuvo en posteriores campañas, e incluso fue convocado por Estados Unidos para la Copa Mundial de 2002 como tercer guardameta.
Meola permaneció en Kansas City hasta 2004, cuando perdió la titularidad frente a Bo Oshoniyi. En junio de 2005 recaló como agente libre en New York Red Bulls, heredero de los Metrostars, y se mantuvo como titular durante el resto de la MLS. Ese mismo año fue seleccionado en el «once ideal de la MLS», confeccionado por la liga en su décimo aniversario. Al finalizar la edición de 2006, el portero se retiró del fútbol profesional con 37 años, aunque continuó jugando al fútbol indoor en un equipo de Nueva Jersey.

## Situación actual
Desde su retirada del fútbol profesional como jugador, Meola y su familia se han establecido en Toms River (Nueva Jersey) y él ha sido analista deportivo en varios medios de comunicación. El Salón de la Fama del fútbol de Estados Unidos le aceptó en 2012.
En 2016 inició su trayectoria como entrenador en el Jacksonville Armada de la NASL, equivalente a la segunda división en el sistema de ligas estadounidense.

## Clubes
| Club                        | País           | Año       |
| --------------------------- | -------------- | --------- |
| Brighton and Hove Albion    | Inglaterra     | 1990      |
| Watford                     | Inglaterra     | 1990      |
| Fort Lauderdale Strikers    | Estados Unidos | 1991-1994 |
| Buffalo Blizzard (indoor)   | Estados Unidos | 1994-1995 |
| Long Island Rough Riders    | Estados Unidos | 1995      |
| Metrostars                  | Estados Unidos | 1996-1998 |
| Kansas City Wizards         | Estados Unidos | 1999-2004 |
| New York Red Bulls          | Estados Unidos | 2005-2006 |
| New Jersey Ironmen (indoor) | Estados Unidos | 2007-2008 |

## Palmarés

### Campeonatos nacionales
| Título                 | Club                | País           | Año  |
| ---------------------- | ------------------- | -------------- | ---- |
| Copa MLS               | Kansas City Wizards | Estados Unidos | 2000 |
| MLS Supporters' Shield | Kansas City Wizards | Estados Unidos | 2000 |
| U.S. Open Cup          | Kansas City Wizards | Estados Unidos | 2004 |

### Campeonatos internacionales
| Título                     | Club                        | País           | Año  |
| -------------------------- | --------------------------- | -------------- | ---- |
| Copa de Oro de la Concacaf | Selección de Estados Unidos | Estados Unidos | 1991 |
| Copa de Oro de la Concacaf | Selección de Estados Unidos | Estados Unidos | 2002 |

### Distinciones individuales
| Distinción                                     | Año  |
| ---------------------------------------------- | ---- |
| Jugador Más Valioso Copa de Oro de la Concacaf | 1991 |
| Jugador Más Valioso de la MLS                  | 2000 |
| Portero del año de la MLS                      | 2000 |
| MLS Best XI                                    | 2000 |
| Jugadores más valioso de la Copa MLS           | 2000 |
| National Soccer Hall of Fame                   | 2012 |